# Joe McNamee
John Joseph „Joe” McNamee (ur. 24 września 1926 w San Francisco, zm. 16 lipca 2011) – amerykański koszykarz, występujący na pozycjach silnego skrzydłowego lub środkowego, mistrz NBA z 1951.

## Osiągnięcia
Na podstawie
, o ile nie zaznaczono inaczej
NCAA
- Mistrz turnieju National Invitation Tournament (NIT – 1949)
- Uczestnik I rundy turnieju NIT (1949, 1950)
- Zaliczony do Galerii Sław Sportu uczelni San Francisco (1969)

NBA
- Mistrz NBA (1951)[1]